# Vỏ chăn duvet

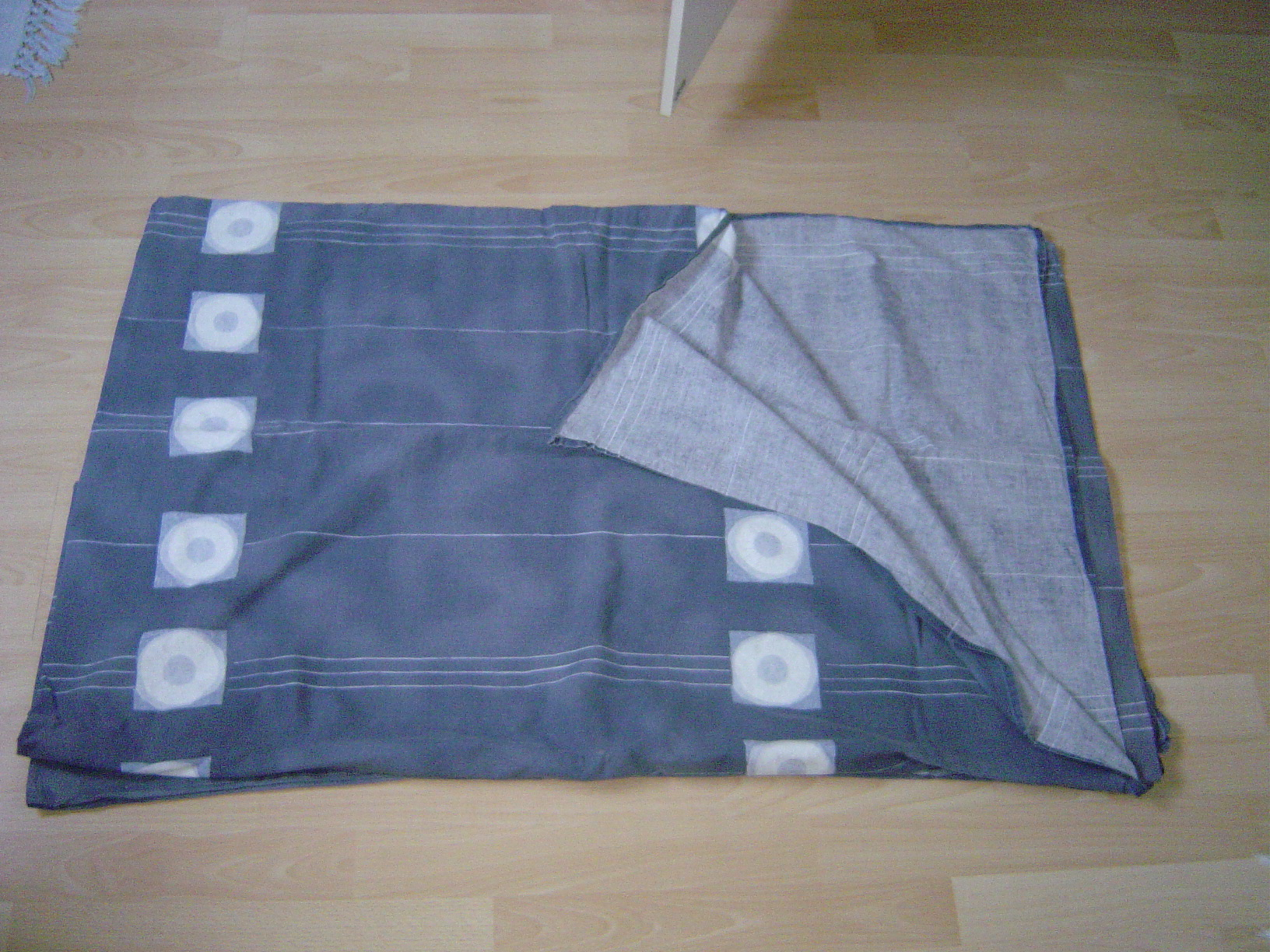
Vỏ chăn duvet khi được gấp.

Vỏ chăn duvet (tiếng Anh: duvet cover) là lớp vỏ bên ngoài của chăn duvet, có tác dụng bảo vệ cho lớp ruột bên trong luôn sạch sẽ. Lớp ruột của chăn rất khó giặt và chi phí rất tốn kém nên vì vậy lớp vỏ bên ngoài có tác dụng bảo vệ cho lớp ruột bên trong luôn sạch sẽ. Trong khách sạn, Vỏ chăn duvet có sức ảnh hưởng quan trọng, là một trong những tiêu chuẩn thiết yếu để khách lưu trú đánh giá chất lượng dịch vụ tại khách sạn đó.
Trên thực tế, quy trình thực hiện Vỏ chăn duvet được tiến hành cùng với quy trình làm giường nhằm đảm bảo tính đồng nhất trong sắp xếp, bày trí mọi vật dụng phục vụ cho giấc ngủ khách lưu trú, bao gồm cả chăn, ga, gối, đệm và tính thẩm mỹ. Duvet cover thường được làm bằng sợi cotton hoặc hỗn hợp cotton và polyester, có thể dễ dàng tháo ra để giặt, trong khi chăn duvet rất đắt và khó làm sạch. Duvet cover có thể may được từ hai mảnh vải đan với nhau.